# AirAsia

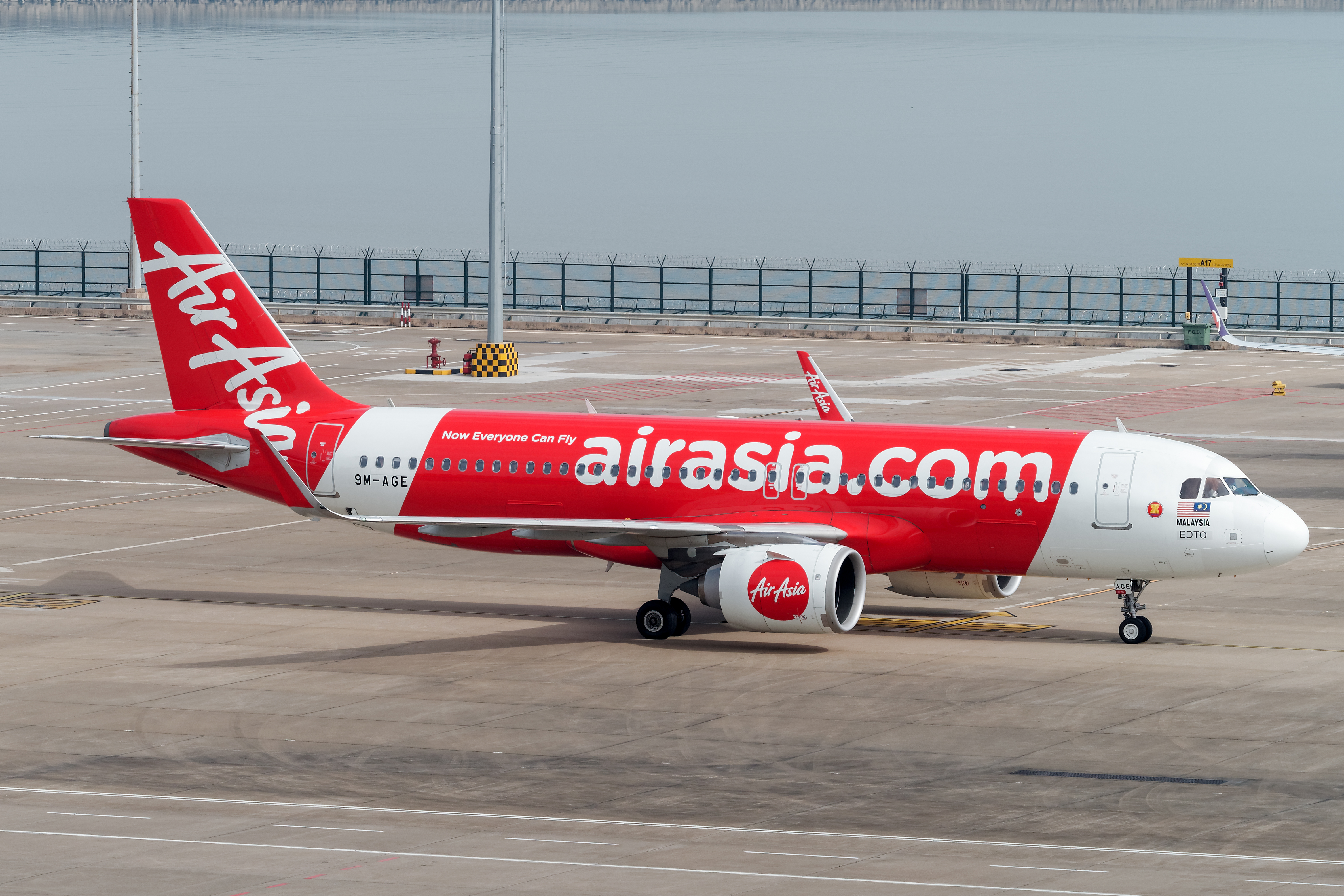
Airbus A320neo linii na lotnisku w Makau

AirAsia – malezyjskie, największe tanie linie lotnicze w Azji, z siedzibą w Kuala Lumpur. Obsługują połączenia azjatyckie i australijskie. Głównym hubem jest port lotniczy Kuala Lumpur. 
Linie te wykorzystują samoloty Airbus A320. Do 2007 używały także maszyn Boeing 737-300. 
Agencja ratingowa Skytrax przyznała liniom trzy gwiazdki. 

## Powiązania
Do Grupy AirAsia należy łącznie 8 linii lotniczych zarejestrowanych w pięciu krajach Azji Południowo-Wschodniej. W maju 2025 flota całej grupy składała się z 256 samolotów o średnim wieku 12 lat: 
- AirAsia – główna linia grupy, założona w 1993, jej flota liczy 109 samolotów
- AirAsia Cambodia – linia założona w 2022, jej flota liczy 2 samoloty
- AirAsia X – linia założona w 2007, jej flota liczy 18 samolotów
- Indonesia AirAsia – linia założona w 2004, jej flota liczy 30 samolotów
- Philippines AirAsia – linia założona w 2010, jej flota liczy 25 samolotów
- Teleport – linia założona w 2018, zajmuje się transportem cargo, jej flota liczy 3 samoloty
- Thai AirAsia –  linia założona w 2003, jej flota liczy 62 samoloty
- Thai AirAsia X – linia założona w 2013, jej flota liczy 10 samolotów

## Flota
Według stanu na maj 2025 flota AirAsia składała się ze 109 samolotów o średnim wieku 10,5 lat:
| Samolot         | Samolot | Samolot   | Liczba miejsc | Liczba miejsc | Uwagi                                                 |
| Model           | Aktywne | Zamówione | E             | Łącznie       | Uwagi                                                 |
| --------------- | ------- | --------- | ------------- | ------------- | ----------------------------------------------------- |
| Airbus A320-200 | 69      | -         | 180           | 180           |                                                       |
| Airbus A320-200 | 69      | -         | 186           | 186           |                                                       |
| Airbus A320neo  | 29      | -         | 186           | 186           |                                                       |
| Airbus A321-200 | 3       | -         | -             | -             | Konfiguracja cargo, realizują połączenia dla Teleport |
| Airbus A321neo  | 8       | 1         | 236           | 236           |                                                       |
| Łącznie         | 109     | 1         |               |               |                                                       |

## Porty docelowe
- Brunei
  - Bandar Seri Begawan (Port lotniczy Brunei)
- Chiny
  - Hongkong (Port lotniczy Hongkong)
  - Kunming (Port lotniczy Kunming-Wujiaba) - od 30 listopada 2018[4]
  - Makau (Port lotniczy Makau)
  - Shenzhen (Port lotniczy Shenzhen)
- Indonezja
  - Banda Aceh (Port lotniczy Banda Aceh)
  - Bandung (Port lotniczy Bandung-Husein Sastranegara)
  - Denpasar (Port lotniczy Denpasar)
  - Dżakarta (Port lotniczy Dżakarta-Soekarno-Hatta)
  - Medan (Port lotniczy Medan-Polonia)
  - Padang (Port lotniczy Padang)
  - Palembang (Port lotniczy Palembang)
  - Pekanbaru (Port lotniczy Pekanbaru)
  - Surabaja (Port lotniczy Surabaja-Juanda)
  - Surakarta (Port lotniczy Surakarta-Adisumarmo)
  - Yogyakarta (Port lotniczy Yogyakarta-Adisucipto)
- Kambodża
  - Phnom Penh (Port lotniczy Phnom Penh)
  - Siem Reap (Port lotniczy Siem Reap)
- Laos
  - Wientian (Port lotniczy Wientian-Wattay)
- Malezja
  - Alor Star (Port lotniczy Alor Star)
  - Bintulu (Port lotniczy Bintulu)
  - Ipoh (Port lotniczy Ipoh) - od 1 października 2018[5]
  - Johor Bahru (Port lotniczy Johor Bahru-Senai)
  - Kota Bharu (Port lotniczy Kota Bharu)
  - Kota Kinabalu (Port lotniczy Kota Kinabalu)
  - Kuala Lumpur (Port lotniczy Kuala Lumpur)
  - Kuching (Port lotniczy Kuching)
  - Langkawi (Port lotniczy Langkawi)
  - Lauban (Port lotniczy Lauban)
  - Miri (Port lotniczy Miri)
  - Penang (Port lotniczy Penang)
  - Sandakan (Port lotniczy Sandakan)
  - Sibu (Port lotniczy Sibu)
  - Tawau (Port lotniczy Tawau)
- Filipiny
  - Angeles City (Port lotniczy Diosdado Macapagal)
- Tajlandia
  - Bangkok (Port lotniczy Bangkok-Suvarnabhumi)
  - Chiang Mai (Port lotniczy Chiang Mai)
  - Hat Yai (Port lotniczy Hat Yai)
  - Krabi (Port lotniczy Krabi)
  - Phuket (Port lotniczy Phuket)
- Wietnam
  - Hanoi (Port lotniczy Hanoi)